# Leptosiphonium stricklandi
Leptosiphonium stricklandi är en akantusväxtart som beskrevs av Ferdinand von Mueller. Leptosiphonium stricklandi ingår i släktet Leptosiphonium och familjen akantusväxter. Inga underarter finns listade i Catalogue of Life.